# Volkmar Kohlschütter
Volkmar Kohlschütter, född 29 augusti 1874 i Forchheim, Sachsen, död 10 september 1938 i Bern, var en tysk kemist.
Kohlschütter studerade i Freiburg im Breisgau och München under Adolf von Baeyer, blev privatdocent i kemi 1902 i München och 1905 i Strassburg, extra ordinarie professor där 1909 och samma år ordinarie professor i Bern. 
Kohlschütters arbeten ligger på gränsområdet mellan den oorganiska och fysikaliska kemin. Bland dessa kan nämnas undersökningar angående metallhydroxyders förvandling till oxider (1920); han införde begreppet topokemiska reaktioner och lämnade viktiga bidrag till kännedomen om dessa fenomen (till exempel i "Zeitschrift für Elektrochemie", 1923). År 1917 utgav han Die Erscheinungsformen der Materie, en serie föreläsningar över kolloidkemi.